# Carlos Emanuel IV da Sardenha
Carlos Emanuel IV (em italiano: Carlo Emanuele Ferdinando Maria di Savoia; Turim, 24 de maio de 1751 – Roma, 6 de outubro de 1819) foi o Rei da Sardenha de 1796 até sua abdicação em 1802 em favor de seu irmão mais novo Vítor Emanuel I. Era o filho mais velho do rei Vítor Amadeu III e sua esposa a infanta Maria Antônia da Espanha.

## Biografia

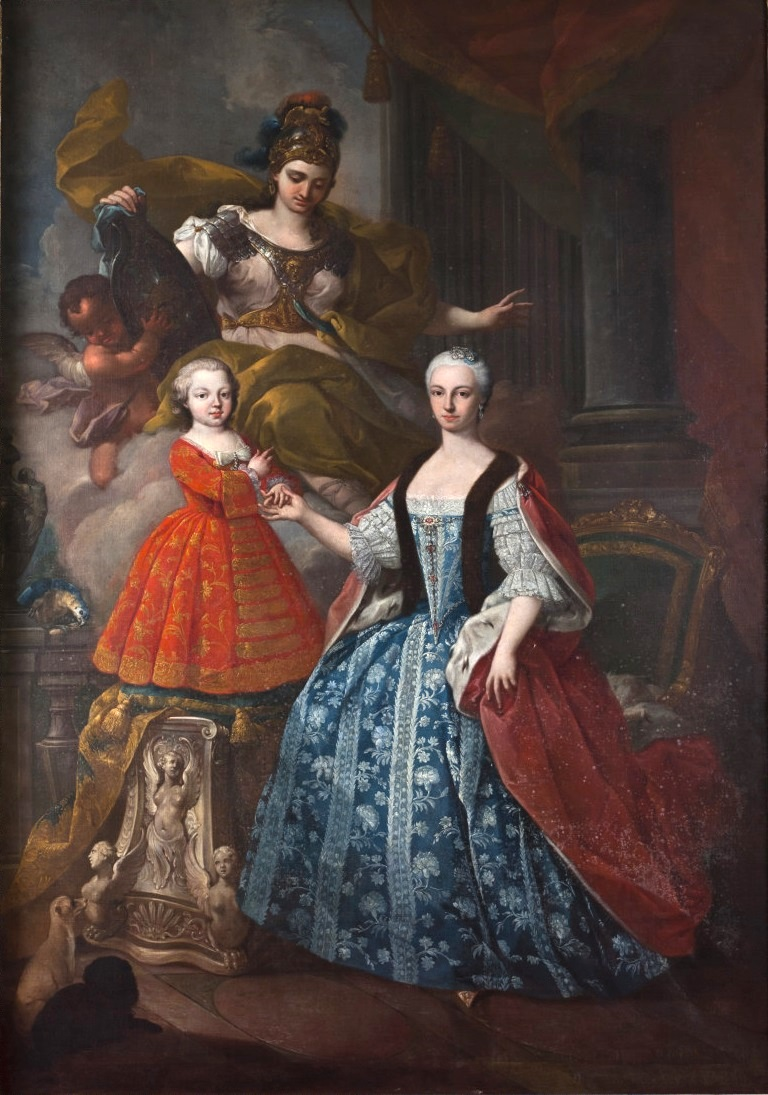
O menino Carlos com sua mãe

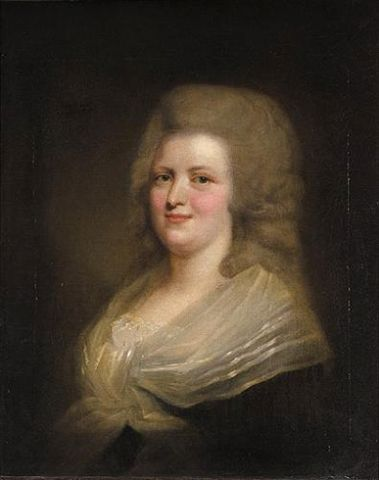
Marie Clotilde da França, a devotada esposa de Carlos Emmanuel

Carlo Emanuele Ferdinando Maria di Savoia nasceu em Turim, filho mais velho de Victor Amadeus III, rei da Sardenha, e de sua esposa a infanta Maria Antonia Ferdinanda da Espanha. Desde seu nascimento até sua própria sucessão ao trono da Sardenha em 1796, Carlos Emmanuel foi denominado "Príncipe do Piemonte".
Em 1775, Carlos Emmanuel casou-se com Maria Clotilde da França, filha de Luís, Delfim da França e Princesa Maria José da Saxônia, e irmã do Rei Luís XVI da França. Embora a união tenha sido organizada por motivos políticos, Carlos Emmanuel e sua esposa tornaram-se dedicados um ao outro. Suas tentativas de ter filhos, no entanto, não tiveram sucesso.
Com a morte de seu pai (14 de outubro de 1796), Carlos Emmanuel o sucedeu como rei da Sardenha. O reino incluía não apenas a ilha da Sardenha, mas também territórios significativos no noroeste da Itália, incluindo todo o Piemonte.
Em sua sucessão ao trono em 1796, a Sardenha foi forçada a concluir o desvantajoso Tratado de Paris (1796) com a República Francesa, dando ao exército francês passagem livre pelo Piemonte. Em 6 de dezembro de 1798, os franceses sob o comando de Joubert ocuparam Turim e forçaram Carlos Emanuel a abdicar de todos os seus territórios no continente italiano e a se retirar para a ilha da Sardenha, que ficou fora do alcance do exército francês. No ano seguinte, ele tentou, sem sucesso, recuperar o Piemonte. Ele e sua esposa viveram em Roma e em Nápoles como hóspedes da rica família Colonna.
Em 7 de março de 1802, a esposa de Carlos Emmanuel, Marie Clothilde, morreu. Ele ficou tão comovido com a morte dela que decidiu abdicar, em 4 de junho de 1802, em favor de seu irmão Victor Emmanuel. Carlos Emmanuel manteve o título pessoal de rei. Ele morava em Roma e na cidade vizinha de Frascati.
Em Frascati, foi convidado frequente de Henry Benedict Stuart, Cardeal Duque de York, último membro da Casa Real de Stuart, que era seu primo. Carlos era descendente de Henrietta Anne Stuart, filha mais nova de Carlos I, enquanto Henry Benedict Stuart era descendente de James II, que era o segundo filho de Carlos I.
Quando Henry morreu em 1807, Carlos Emmanuel se tornou o herdeiro-geral sênior do rei Carlos I da Inglaterra e da Escócia.
De fato, em 1815, com a idade de sessenta e quatro anos, Carlos Emmanuel fez votos simples na Companhia de Jesus (os Jesuítas). Ele nunca foi ordenado ao sacerdócio, mas viveu o resto de sua vida no noviciado jesuíta em Roma.
Carlos Emmanuel morreu no Palazzo Colonna, em Roma, em 6 de outubro de 1819. Ele está sepultado na Igreja de Sant'Andrea al Quirinale.